# Too Proud
《Too Proud》是日本創作歌手宇多田光的一首歌曲，收錄於她在2018年6月27日發行的原創專輯《初戀》中，並迎來英國饒舌歌手Jevon客席獻聲。
歌曲其後推出名為「L1 Remix」的重混版，並迎來中國說唱團體直火幫成員XZT、越南女說唱歌手Suboi與南韓嘻哈團體Most Badass Asian成員EK合作，於2018年11月6日由日本史诗唱片跟日本索尼音樂娛樂發行，作為專輯《初戀》最後一首發行單曲兼演唱會「Hikaru Utada Laughter in the Dark Tour 2018」舉行紀念單曲。

## 歌曲列表
| 曲序 | 曲目                                          | 时长 |
| ---- | --------------------------------------------- | ---- |
| 1.   | Too Proud（feat. XZT, Suboi, EK）（L1 Remix） | 4:19 |
| 2.   | Too Proud（feat. Jevon）                      | 4:41 |

## 製作名單
單曲版製作名單來自《Block.fm》提供的新聞稿。
- 宇多田光 – 詞曲創作、主聲樂、製作、編程
- 小袋成彬 – 製作、編程
- Jevon Ellis – 詞曲創作
- XZT – 詞曲創作、客席獻聲
- Suboi – 詞曲創作、客席獻聲
- EK – 詞曲創作、客席獻聲
- 小森雅仁 – 混音
- Mike Bozzi（英语：Mike Bozzi） – 母帶
- iivvyy – 間奏編程
- Tepppei – EK饒舌段落編程

## 銷售榜單
| 週榜單（2018年）                     | 最高 位置 |
| ------------------------------------ | --------- |
| 日本熱門100金曲榜（日本《告示牌》）  | 65        |
| 日本歌曲下載排行榜（日本《告示牌》） | 63        |

## 資料來源
1. ↑  . KKBOX. 2018-11-06  [2019-05-17]. （原始内容存档于2021-06-22）.
2. ↑  黃安柏. . 蕃新聞. 2018-11-06  [2020-06-24]. （原始内容存档于2020-06-26） （中文（臺灣））.
3. ↑  Fukunaga, Jun. . block.fm. 2018-11-05  [2020-06-24]. （原始内容存档于2020-06-27） （日语）. 网址－维基内链冲突 (帮助)
4. ↑  . Billboard JAPAN. 2018-11-14  [2020-06-24]. （原始内容存档于2018-11-14） （日语）.
5. ↑  . Billboard JAPAN. 2018-11-14  [2020-06-24]. （原始内容存档于2020-06-26） （日语）.